# Stephen Marmion Lowe
Mons. Stephen Marmion Lowe (* 3. srpna 1962 Hokitika) je novozélandský katolický kněz, biskup, od roku 2021 biskup aucklandský 

## Život
Je vzdáleným příbuzným iskrého mnicha bl. Columby Marmiona, jehož jméno nese. Do semináře vstoupil v roce 1989, roku 1996 byl vysvěcen na kněze v diecézi Christchurch, působil v pastoraci až do roku 2005, kdy byl vyslán na studia do Říma, v roce 2007 získal licenciát ze spirituální teologie na Gregoriánské univerzitě. Papež František jej jmenoval v roce 2014 biskupem hamiltonským, v prosinci 2021 potom biskupem aucklandským.
Je rytířem komturem s hvězdou Řádu Božího hrobu od roku 2018 a velkopřevorem jeho magistrální delegace na Novém Zélandu.